# Historia LGBT en Islandia

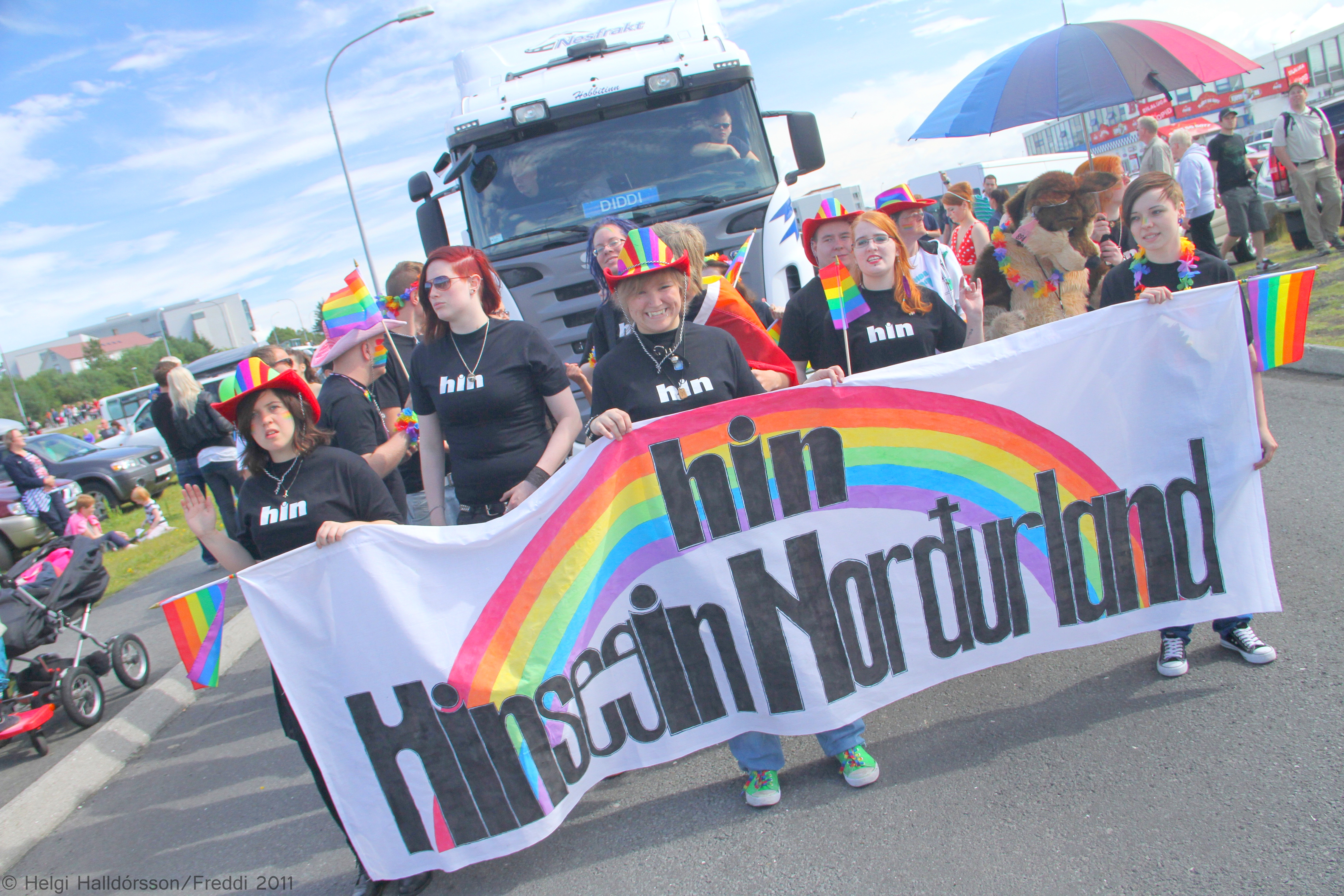
Participantes de la marcha del Orgullo de Reikiavik en 2011.

La historia de las personas lesbianas, gais, bisexuales y transgénero (LGBT) en Islandia se diferencia de la de otros países escandinavos por la baja visibilidad que las personas pertenecientes a la diversidad sexual tuvieron hasta mediados del siglo XX. Esto se debió a que la población de Islandia era mucho menor a la de sus análogos nórdicos y que durante gran parte de su historia fue principalmente una sociedad agraria en la que la mayoría de personas vivía en áreas rurales. Sin embargo, desde finales del siglo XX, Islandia se ha convertido en uno de los países más incluyentes del mundo para las personas LGBT y eventos como el Orgullo de Reikiavik reúnen de forma anual a alrededor de la tercera parte de la población total del país. La rápida evolución de la aceptación social hacia las personas LGBT se explica por la tradición de Islandia como una sociedad igualitaria, que habitualmente ha estado a la vanguardia en temas como la implementación de leyes a favor del bienestar social y la emancipación de la mujer.
Islandia se independizó del Reino de Dinamarca en 1944, aunque desde mucho antes contaba con leyes propias. El primer Código Penal islandés fue aprobado en 1869 y criminalizó la homosexualidad en su sección 178, que fijó una pena de «trabajos forzados en un correccional» para las personas que tuvieran «relaciones sexuales contra la naturaleza». No obstante, la homosexualidad era un tema rara vez discutido y casi no existieron condenas con base en esta ley. El único caso importante fue el del deportista Gordon Sigurjonsson, que en 1924 fue condenado a ocho meses de prisión por tener relaciones sexuales con otros hombres. En 1940, el Alþingi aprobó un nuevo Código Penal que despenalizó la homosexualidad, aunque aprobó una edad de consentimiento superior para las relaciones entre personas del mismo sexo y prohibió la prostitución homosexual.
A partir de la década de 1950, una subcultura gay comenzó a nacer en Reikiavik, aunque la homofobia aún era común en la sociedad, particularmente en los medios de prensa. Estos años también vieron un cambio de paradigma en cuanto a la homosexualidad en el país. De ser un concepto abstracto relacionado con otros países europeos que no se creía presente en Islandia, pasó a ser una realidad conocida de la que se hablaba mucho más seguido. En 1975, el cantante Hörður Torfason se convirtió en la primera celebridad islandesa en anunciar públicamente su homosexualidad. Tres años después, Torfason y un grupo de 12 personas crearon Samtökin '78, la primera organización LGBT del país.
En 1992, el Alþingi equiparó la edad de consentimiento para relaciones entre personas del mismo sexo y eliminó la prohibición a la prostitución homosexual. Además aprobó la creación de una comisión especializada para analizar las condiciones de vida de las personas LGBT. Los recomendaciones emitidas por esta comisión llevaron a la aprobación en 1996 de una ley que legalizó las uniones civiles para parejas del mismo sexo y a la prohibición de la discriminación con base en la orientación sexual. Durante esta década, también se llevaron a cabo las primeras manifestaciones públicas a favor de los derechos de las personas LGBT y la primera edición del Orgullo de Reikiavik, que tuvo lugar en 1999.
Los primeros años del siglo XXI trajeron cambios legales adicionales a favor de las personas pertenecientes a la diversidad sexual. En 2006, el Alþingi legalizó la adopción para parejas del mismo sexo y la inseminación artificial para parejas lésbicas, mientras que en 2010 legalizó en un voto unánime el matrimonio entre personas del mismo sexo. Adicionalmente, el 1 de febrero de 2009, Islandia hizo historia cuando Jóhanna Sigurðardóttir se convirtió en la primera jefa de Gobierno abiertamente LGBT en la historia moderna.

## Antes delsigloXX

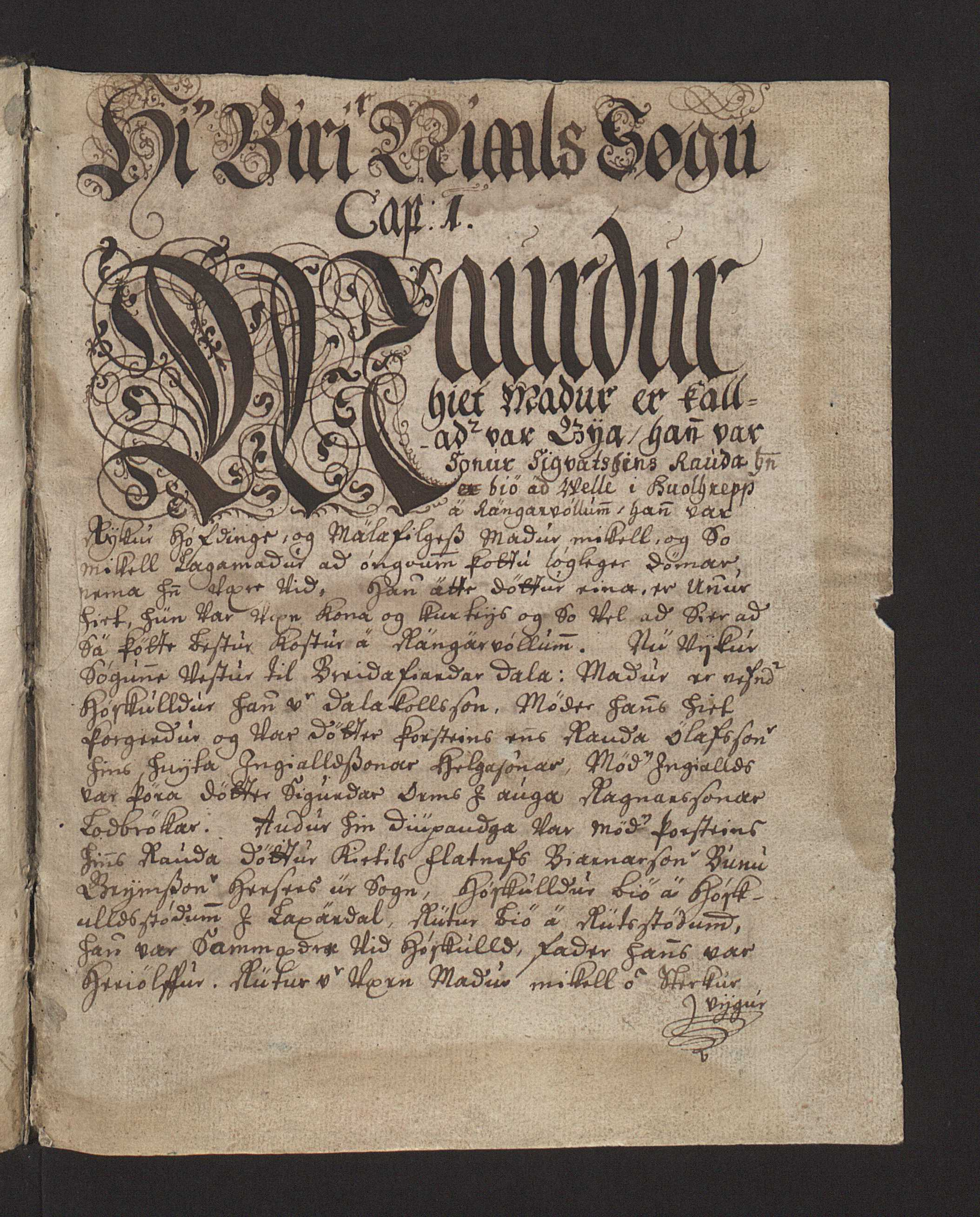
Página de la Saga de Njál.

No existen muchos registros sobre prácticas sexuales entre personas del mismo sexo en la época de la Islandia medieval. Algunas de las pocas referencias al tema que han sobrevivido vienen de las sagas de los islandeses, que incluyen los términos «ragur», «stroðinn» y «sorðinn», utilizados para señalar a hombres considerados afeminados, cobardes u homosexuales. Aunque las relaciones sexuales entre personas del mismo sexo no estaban prohibidas en el código Grágás (vigente de 1117 a 1271), insultar a otro hombre con cualquiera de los tres términos antes señalados era considerado un delito y daba derecho a la víctima a buscar venganza. Adicionalmente, algunos investigadores modernos, entre ellos el catedrático Óttar Guðmundsson, han identificado elementos homoeróticos en obras como la Saga de Njál, específicamente en la relación del protagonista y su amigo Gunnar.
Las relaciones homosexuales también fueron mencionadas en los manuales confesionales de la Iglesia católica, como el del obispo Thorlákur Thórhallsson, escrito en 1178 y que calificaba de pecado mortal a la homosexualidad masculina, femenina y a la zoofilia. La llegada de la Reforma protestante llevó a la instauración del código puritano Stóridómur, que, aunque prohibió varias prácticas sexuales, no se refirió a la homosexualidad.
El Stóridómur estuvo vigente hasta 1838, cuando fue reemplazado por el Código Penal de Dinamarca, país al que en ese entonces pertenecía Islandia. Este Código, creado originalmente en la época del rey Cristián V (1646-1699), designaba la pena de muerte en la hoguera como castigo para las relaciones «contra la naturaleza», que incluían a la homosexualidad. En 1869, el Alþingi aprobó un Código Penal propio para Islandia, aunque el mismo constituía básicamente una traducción del código danés de 1866. La sección 178 del Código Penal aprobado por el Alþingi mantuvo la prohibición a las relaciones entre personas del mismo sexo, al señalar que «las relaciones sexuales contra la naturaleza serán castigadas con trabajos forzados en un correccional». La ambigüedad en la redacción de la sección llevó a que fuera utilizada para condenar tanto la homosexualidad como la zoofilia. Aunque la ley no especificaba el sexo de la persona que pudiera cometer el delito, era generalmente aceptado que debía existir penetración, por lo que ninguna mujer fue acusada de violar la sección 178.
Casi ningún registro de la época sobre personas LGBT en Islandia ha sobrevivido hasta nuestros días. Sin embargo, gracias a algunos escritos preservados en la Biblioteca Nacional y Universitaria, se conoce de algunos casos. Uno de ellos es el del folklorista Ólafur Davíðsson (1862-1903), que en sus memorias relató que tuvo una relación amorosa con un compañero varón cuando asistían al colegio Menntaskólinn í Reykjavík.

## SigloXX
A diferencia de la situación en otros países escandinavos, durante los primeros años del siglo XX la población LGBT de Islandia vivió invisibilizada. Esto se debió principalmente a la baja población del país, que para 1920 rondaba las 95 000 personas y se concentraba en granjas y aldeas rurales ubicadas en la costa. A causa de ello, muchas personas pertenecientes a la diversidad sexual optaban por emigrar a Copenhague, Londres o a ciudades de Estados Unidos. Eventos relacionados con personas LGBT que recibieron gran cobertura en otros países europeos, como el juicio de Oscar Wilde en Inglaterra (1895), el Gran Escándalo Moral en Dinamarca (1906-1907) y el Escándalo Harden-Eulenburg en Alemania (1907-1909), pasaron casi desapercibidos por la prensa local.
La primera vez que un periódico mencionó la palabra «kynvilla», que significa literalmente «aberración sexual», pero que comenzó a ser utilizada para describir la homosexualidad, fue aparentemente en 1908, como parte de un reportaje breve sobre el Escándalo de Harden-Eulenburg en el diario Huginn. En 1922, un artículo del diario médico Skírnir titulado «Sobre la investigación sexual» volvió a incluir la palabra «kynvilla». En el artículo, el doctor Stefán Jónsson, de la Universidad de Islandia, afirmaba que las personas «kynvilla» eran consideradas «asquerosas y criminales» por las «personas saludables» y que estaban enfermas, por lo que sería un gran éxito para el campo de las ciencias médicas si se descubría la forma de «curarlas».

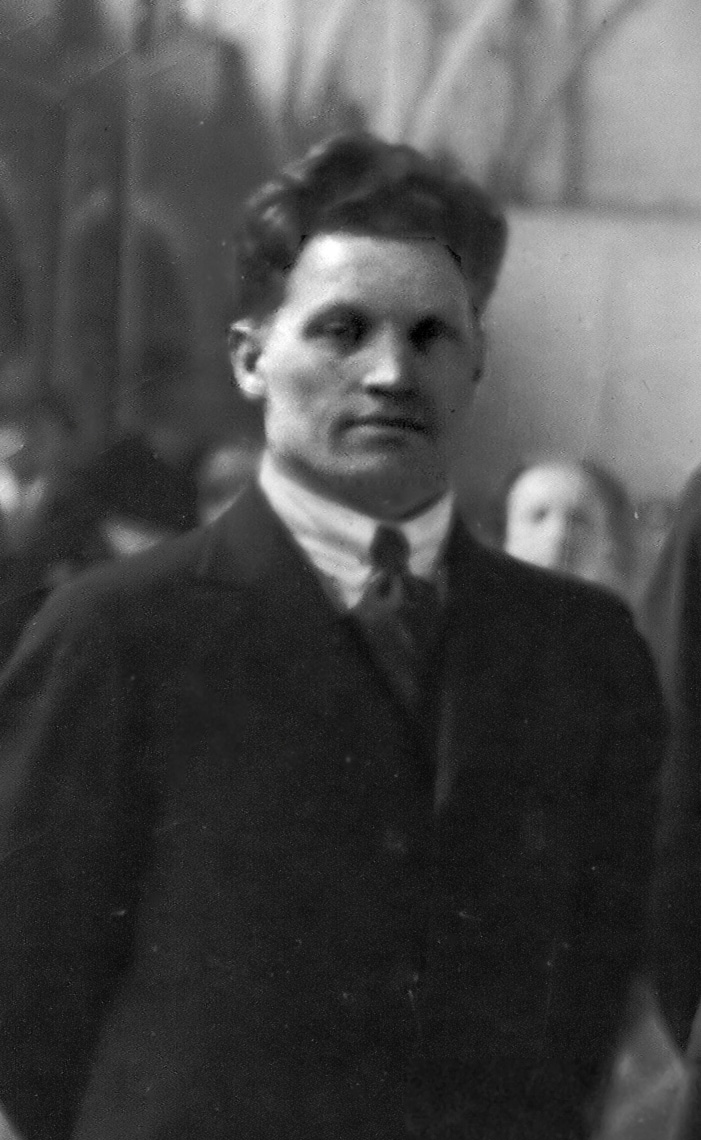
Gordon Sigurjonsson en 1920.

El primer caso del que se tiene registro de una persona acusada de homosexualidad con base en la sección 178 del Código Penal involucró al reconocido deportista Gordon Sigurjonsson y ocurrió en 1924. Sigurjonsson era un deportista y campeón de lucha que había participado en los Juegos Olímpicos de Londres 1908, donde había presentado el estilo de lucha islandés conocido como glima. Además, había participado como soldado en la Primera Guerra Mundial. A principios de 1924, Sigurjonsson fue acusado de violar la sección 178 del Código Penal y de malos tratos a los pacientes del hospital psiquiátrico de Reikiavik en el que trabajaba como superintendente.
Cinco testigos aseveraron haber tenido interacciones de carácter sexual con Sigurjonsson, pero él negó los hechos. El caso recibió gran cobertura mediática y pasó a ser conocido como el «kynvillumálið» (en español: caso homosexual) en los periódicos locales, que publicaron varias actualizaciones sobre el mismo. Luego de un mes, el caso fue movido a la Corte Distrital de Reikiavik, donde Sigurjonsson continuó negando haber dado malos tratos a los pacientes del hospital, pero aceptó haber tenido relaciones sexuales con hombres durante los 18 años anteriores. La Corte finalmente lo absolvió de la acusación por malos tratos, pero lo condenó a ocho meses de prisión por tener relaciones homosexuales. Reconocidos médicos como Gudmundur Thoroddsen y Gudmundur Björnsson pidieron al primer ministro que ofreciera un indulto a Sigurjonsson, pero la solicitud fue ignorada.
El caso de Gordon Sigurjonsson provocó un gran impacto social que ayudó a iniciar un cambio en la percepción social sobre la homosexualidad, lo que se vio reflejado el 8 de agosto de 1935, cuando el primer ministro Hermann Jónasson intercedió personalmente para que Sigurjonsson obtuviera un indulto real. Cinco años después de este hecho, la homosexualidad fue despenalizada en Islandia.
También generaron debate los escritos del autor y futuro Premio Nobel Halldór Laxness, que en la década de 1920 se convirtió en uno de los primeros islandeses en hablar de forma positiva sobre la homosexualidad. En una carta escrita en 1925, Laxness declaró: «Reikiavik ha obtenido repentinamente todo lo que le conviene a una ciudad cosmopolita, no solo una universidad y cines, sino también fútbol y homosexualidad». Dos años después, Laxness publicó la novela Vefarinn mikli frá Kasmír, donde el protagonista viaja alrededor de Europa y, a pesar de ser heterosexual, menciona que el sexo entre hombres representaba «la más grande gratificación sexual». Este pasaje recibió elogios y críticas en las reseñas islandesas por su carácter de símbolo de la modernidad europea, que era un paradigma al que muchos en Islandia se oponían mientras otros celebraban.

### Código Penal de 1940
En 1939, se presentó ante el Alþingi una propuesta para un nuevo Código Penal, basado en gran medida en el código danés de 1930. Este nuevo Código fue aprobado en 1940 y eliminó la criminalización de la homosexualidad en el país. Durante los debates en el parlamento no hubo comentarios negativos respecto al tema y las únicas menciones que recibió fue para señalar la edad de consentimiento establecida para relaciones homosexuales.
Aunque la homosexualidad fue despenalizada con esta ley, la sección 203 de la misma estableció una edad de consentimiento superior para las relaciones entre personas del mismo sexo. Mientras que la edad de consentimiento para relaciones heterosexuales era de 14 años en el caso general y de 16 años en caso de que el menor hubiera sido seducido, para las relaciones homosexuales la edad de consentimiento era de 18 años en el primer caso y de 21 años en caso de que hubiera existido persuasión. Adicionalmente, la sección 207 del Código Penal criminalizó la prostitución en caso de que el cliente fuera del mismo sexo que la persona prostituida.
Sin embargo, ninguna persona cumplió condena con base en la sección 207 del Código Penal, mientras que solo hombres que tuvieron sexo con adolescentes menores de 16 años cumplieron condenas por violar la sección 203.

### Tras la Segunda Guerra Mundial
Durante la Segunda Guerra Mundial, Islandia fue ocupada por el Reino Unido, que estacionó aproximadamente 20 000 militares en la isla. En julio de 1941, tropas estadounidenses se unieron a los británicos y desembarcaron en Islandia, lo que llevó a un máximo de alrededor de 60 000 soldados extranjeros estacionados en el país. El hecho provocó una gran migración de personas hacia Reikiavik para aprovechar las nuevas oportunidades laborales, además de la proliferación de relaciones entre mujeres islandesas y soldados extranjeros. Aunque no existen muchos registros sobre relaciones homosexuales entre hombres islandeses y los soldados estacionados en el país, algunos casos han sobrevivido hasta la actualidad. Entre ellos se encuentra un reporte policial sobre un hombre islandés capturado tras ser encontrado con los pantalones abajo en compañía de un soldado estadounidense en un parque. En su declaración, el detenido afirmó que él y el soldado se habían masturbado mutuamente y que no era la primera vez que se encontraban. Otros reportes señalan que el puerto de la ciudad era el sitio más popular para tener encuentros sexuales anónimos entre hombres durante la guerra y que establecimientos bohemios como el Hotel Borg eran sitio de reunión habitual de hombres homosexuales.
A partir de la década de 1950, una subcultura gay comenzó a nacer en Reikiavik, particularmente alrededor del café bohemio Laugavegur 11. No obstante, la homofobia aún era común en la sociedad, como dejan ver artículos periodísticos de la época que hablaban de que muchachos jóvenes corrían el «peligro» de «volverse homosexuales» si eran «tentados por hombres mayores o por muchachos de su edad que ya se hubieran contagiado de la enfermedad». Otros artículos, en su mayoría provenientes de periódicos amarillistas como Mánudagsblaðið, culpaban a la urbanización de Reikiavik de la «propagación» de la homosexualidad. Algunas figuras públicas eran más optimistas en cuanto a la percepción social, como el oficial de policía Magnús Magnússon, quien había sido el que había mantenido detenido a Gordon Sigurjonsson en 1924 y que en sus memorias afirmó que, en relación con la detención de Sigurjonsson:

Hoy en día no llamaría la atención [un caso como ese], dado que de muchos hombres, y algunos de ellos no pertenecientes a los rangos más bajos de la sociedad, se dice que son «gay», y serlo es considerado «inteligente» y signo de una naturaleza artística sofisticada.

En general, los años posteriores a la Segunda Guerra Mundial vieron un cambio de paradigma en cuanto a la homosexualidad en el país. De ser un concepto abstracto relacionado con otros países europeos, pero que no se creía presente en Islandia (a excepción del caso de Sigurjonsson), pasó a ser una realidad conocida de la que se hablaba mucho más seguido. En 2022, la catedrática Ásta Benediktsdóttir realizó una investigación que reveló que durante la década de 1930 y 1940, se publicaron entre 50 a 60 artículos que mencionaban la homosexualidad en periódicos de Islandia. Esta cifra se disparó en la década de 1950, donde hubo 200 artículos sobre el tema, mientras que en la década de 1960 el número llegó a 600, lo que muestra un gran aumento en la discusión del tema.
En 1960, el escritor Elías Mar publicó el cuento «Saman lagt spott og speki», considerado la obra literaria islandesa más antigua en tratar abiertamente la homosexualidad.

### Nacimiento del activismo LGBT

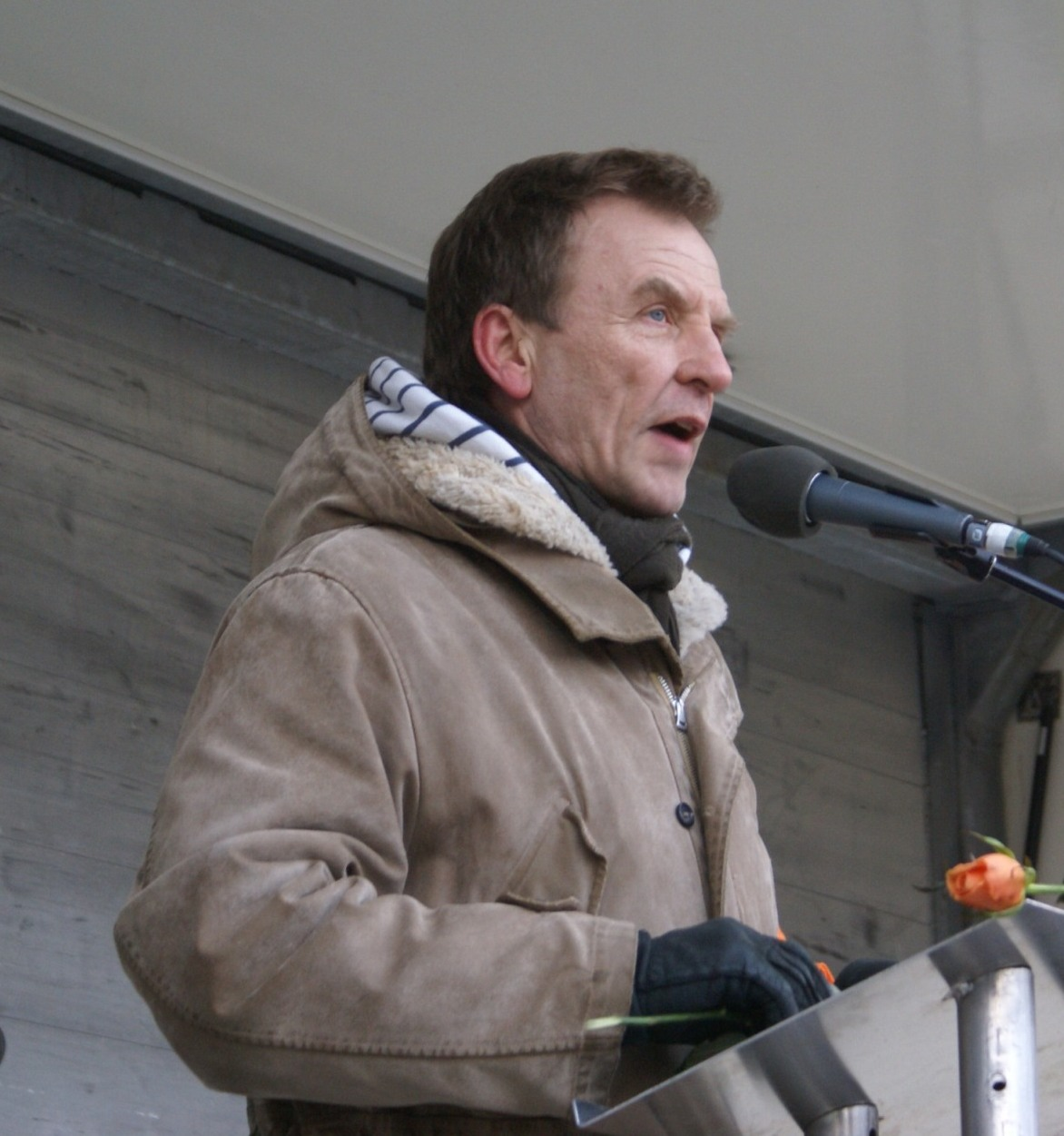
Hörður Torfason, primer islandés en salir públicamente del armario.

Las discusiones alrededor de la homosexualidad continuaron aumentando en la década de 1970. En agosto de 1975, la revista Samúel publicó una entrevista en la que el actor y músico Hörður Torfason habló de forma abierta sobre su orientación sexual, lo que lo convirtió en la primera persona islandesa en anunciar de forma pública su homosexualidad. El hecho generó una fuerte controversia debido a la fama con la que gozaba Torfason en la época y llevó a que numerosas estaciones de radio dejaran de reproducir sus canciones y a que recibiera amenazas de muerte, por lo que decidió mudarse temporalmente a Copenhague.
Luego de volver a Islandia, Torfason empezó a tener conversaciones con otras personas LGBT sobre la necesidad de crear una organización que luchara por sus derechos. El 9 de mayo de 1978, Torfason y un grupo de 12 personas crearon Samtökin '78, la primera organización LGBT del país, con el activista Guðni Baldursson como su primer director. En su primera declaración, Samtökin '78 afirmó:

Nosotros, lesbianas y hombres gay en Islandia, queremos compartir nuestro conocimiento con otros homosexuales, fortalecer su comprensión de sí mismos y alentarlos a fortalecer su autoestima. Queremos aumentar la conciencia de nuestra situación en la sociedad en general para que la gente entienda que somos una parte normal de la sociedad. Queremos disfrutar de plenos derechos éticos y legales; sin discriminación, pero sin pedir un trato especial.

Durante la década de 1980, Samtökin '78 centró sus esfuerzos en lograr una ley que prohibiera la discriminación por orientación sexual, como se había logrado en Noruega en 1981. Estos pedidos no obtuvieron respuesta hasta 1985, cuando la legisladora Kristín Kvaran, del partido de izquierda Alianza de los Socialdemócratas, propuso un proyecto de ley que prohibiera la discriminación homofóbica en ámbitos criminales y civiles. La propuesta consiguió apoyo de todos los partidos representados en el Alþingi a excepción del Partido de la Independencia y fue enviada a discusión a un comité. Sin embargo, el proyecto nunca fue discutido por el pleno.
Estos años también vieron un aumento en el activismo lésbico. Uno de los eventos más influyentes en el proceso fue el testimonio en 1983 de dos mujeres que tenían una relación amorosa, llamadas Lára y Lilja, en un periódico islandés, lo que representó la primera vez en que una pareja lésbica hablaba públicamente sobre su experiencia. Dos años después se creó la Sociedad Islandia/Lésbica, que operaba desde el Centro de Mujeres de Reikiavik.
En 1985 se detectó el primer caso de VIH/sida en Islandia. Debido a la pequeña población del país, la llegada de la pandemia provocó que un porcentaje considerable de la población se viera afectado debido a lazos familiares o de amistad con alguna persona infectada. Esto causó un cambio significativo en la cobertura que la prensa realizaba sobre la homosexualidad y se empezó a retratar a los hombres gais como un grupo vulnerable con necesidad de ayuda social, lo que aumentó la aceptación hacia ellos. Samtökin '78 tuvo un papel importante en la respuesta a la pandemia. Además de abrir una línea telefónica para dar información sobre el VIH, la organización empezó a asesorar al gobierno sobre el contenido de las campañas de prevención. Como reconocimiento a este trabajo, las autoridades locales entregaron en 1987 a Samtökin '78 un local para establecer sus instalaciones. En general, la pandemia de VIH/sida tuvo un efecto sanitario limitado en Islandia, con 60 casos de sida y 37 muertes hasta 2008.

### Década de 1990
En 1992, el Alþingi aprobó de forma unánime una ley que derogó las secciones 203 y 207 del Código Penal, con lo que la edad de consentimiento quedó equiparada para relaciones entre personas del mismo y de distinto sexo, además de despenalizarse la prostitución homosexual. Por iniciativa de la legisladora Ingibjörg Sólrún Gísladóttir, del partido Alianza de las Mujeres, el parlamento aprobó también la creación de una Comisión de expertos que analizara las condiciones legales y sociales de las personas pertenecientes a la diversidad sexual en el país. La misma contó entre sus integrantes a dos miembros de Samtökin '78, los activistas Guðni Baldursson y Lana Kolbrún Eddudóttir, y presentó en 1994 sus resultados, que incluyeron tres propuestas: combatir prejuicios por medio de información positiva sobre la homosexualidad en el sistema educativo, prohibir la discriminación por orientación sexual y aprobar una ley que legalice el registro de parejas del mismo sexo.
De forma paralela, la Iglesia nacional de Islandia creó en 1995 su propia comisión para discutir consideraciones éticas y teológicas alrededor de las relaciones estables entre personas del mismo sexo. En su reporte, la Iglesia afirmó que si dos personas homosexuales en una relación actuaban de forma «responsable», entonces su relación debía ser aceptada por la iglesia como una opción de vida, siempre y cuando estuvieran basadas en la fidelidad y no en la «expresión sexual egoísta».
Las propuestas de la Comisión de 1992 fueron aprobadas al poco tiempo por el parlamento con apoyo de todos los sectores políticos. El 4 de junio de 1996, el Alþingi aprobó una ley que legalizó los registros para parejas del mismo sexo y les otorgó todos los derechos del matrimonio a excepción de la adopción y la inseminación artificial. La ley fue aprobada por 44 votos a favor y uno en contra y entró en vigencia el 27 de junio del mismo año, en honor al Christopher Street Day. La ceremonia de entrada en vigencia fue un evento de celebración nacional que contó con la presencia de varias autoridades, entre ellas la presidenta Vigdís Finnbogadóttir, que se convirtió en la primera jefa de Estado del mundo en asistir al registro de una pareja del mismo sexo y cuya presencia sirvió como reflejo del rápido aumento en el nivel de aceptación social hacia las personas LGBT en el país en los últimos años. En diciembre de 1996, el parlamento agregó además la orientación sexual a la lista de categorías protegidas contra la discriminación en el Código Penal.
Las personas transgénero, que hasta entonces habían vivido invisibilizadas, también comenzaron a recibir atención estatal. En 1994, la activista Anna Kristjánsdóttir fue entrevistada por la revista Nýtt líf, lo que marcó la primera vez que una mujer transgénero hablaba de forma pública sobre su identidad de género, aunque originalmente se presentó de forma anónima. En la entrevista, Kristjánsdóttir criticó el hecho de que no hubiera tratamiento para las personas trans en el país. Dos años después, el director nacional de salud, Ólafur Ólafsson, declaró que las personas trans tenían derecho a acceder a tratamiento médico y aprobó el establecimiento de terapias de reasignación de género en el Hospital Universitario Nacional de Islandia, que luego de un proceso que incluía psicoterapia, tratamiento hormonal y una cirugía de reasignación de sexo, abrían la posibilidad a las personas transgénero de cambiar oficialmente su sexo en el Registro Nacional.
En 1999, se realizó la primera celebración del Orgullo de Reikiavik, que contó con la participación de alrededor de 1500 asistentes. La celebración del año siguiente incluyó por primera vez la realización de una marcha del orgullo LGBT y reunió a 12 000 personas. Con los años, el Orgullo de Reikiavik se convirtió en el evento anual más concurrido de la ciudad y para 2015 reunía cerca de 100 000 personas, alrededor de la tercera parte de la población total del país.

## SigloXXI
Los primeros años del siglo XXI trajeron varios avances en la ley de registro de uniones de parejas del mismo sexo en Islandia. El primero llegó en el año 2000, cuando el Parlamento legalizó la adopción de hijastros en las parejas del mismo sexo. En 2003 se estableció una nueva Comisión para buscar formas de mejorar la calidad de la vida de las personas LGBT. Al año siguiente, la Comisión presentó sus resultados y recomendó la legalización de la adopción conjunta para parejas del mismo sexo y de la inseminación artificial. Estos cambios fueron aprobados por el Alþingi en 2006 y entraron en vigencia el 27 de junio del mismo año. En 2008 se aprobó además una ley que permitió a la Iglesia nacional de Islandia registrar parejas del mismo sexo en ceremonias religiosas.

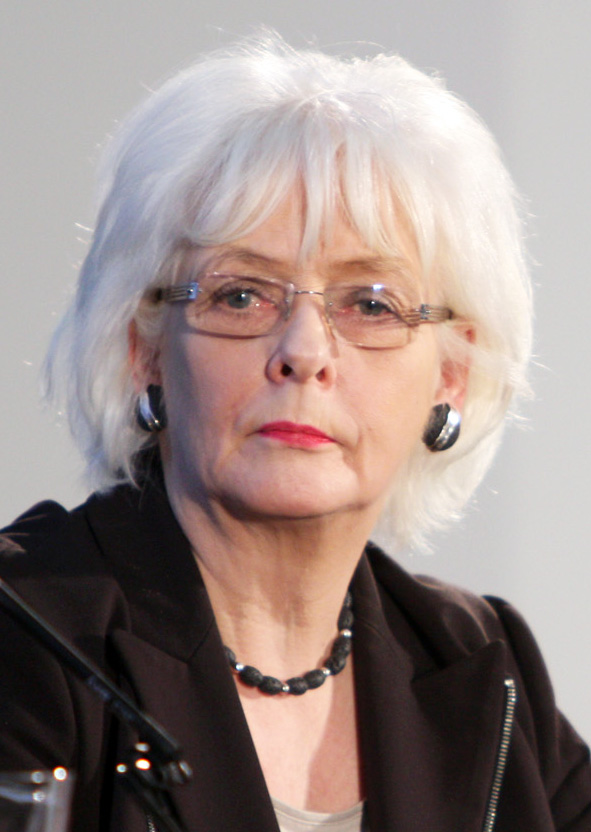
Jóhanna Sigurðardóttir, primera jefa de Gobierno abiertamente LGBT en la historia moderna.

Un hito mundial tuvo lugar el 1 de febrero de 2009 en Islandia, cuando la política socialdemócrata Jóhanna Sigurðardóttir fue posesionada como primera ministra y de este modo se convirtió en la primera persona LGBT en la historia moderna en asumir el cargo de jefa de Gobierno de un país. Desde 2002, Sigurðardóttir había registrado su unión con su pareja, la dramaturga Jónína Leósdóttir.
Los cambios implementados a la ley de registro de parejas del mismo sexo habían eliminado todas las diferencias que las mismas tenían con el matrimonio, por lo que cuando se presentó una ley para legalizar el matrimonio entre personas del mismo sexo en Islandia, todos los partidos políticos mostraron su apoyo. El 11 de junio de 2010, el Alþingi legalizó el matrimonio igualitario en una votación de 49 a 0. La ley entró en vigencia el 27 de junio del mismo año. Ese día, Jóhanna Sigurðardóttir contrajo matrimonio y se convirtió en la primera jefa de Gobierno del mundo en casarse con una persona de su mismo sexo.
Durante la década de 2010, el Alþingi continuó aprobando con amplio apoyo leyes adicionales en favor de las poblaciones LGBT. Entre ellas una ley que simplificó el proceso para que las personas trans puedan acceder a cirugías de reasignación de sexo y así poder cambiar legalmente su género (en 2012), una ley que prohibió la discriminación laboral basándose en, entre otras características, la orientación sexual, la identidad de género y la expresión de género (en 2018) y una ley que permitió a las personas trans e intersexuales cambiar legalmente su género por medio de la autodeterminación, además de agregar una tercera opción de género, designada con una «X», a los documentos de identidad (en 2019). Adicionalmente, el 25 de octubre de 2015, la Iglesia nacional de Islandia legalizó los matrimonios eclesiásticos para parejas del mismo sexo.
También han tenido lugar varios hitos en el campo político, como la asistencia del presidente Guðni Thorlacius Jóhannesson a la marcha del Orgullo de Reikiavik en 2016, lo que lo convirtió en el primer presidente del mundo en participar en una marcha del orgullo LGBT. Del lado de la representación política de personas LGBT, en diciembre de 2017 Guðmundur Ingi Guðbrandsson se convirtió en el primer hombre abiertamente homosexual en ser nombrado ministro de estado en Islandia, luego de asumir la cartera ministerial del medio ambiente; mientras que Alexandra Briem se convirtió en la primera mujer transgénero en ser elegida concejal suplente en mayo de 2018. Briem fue principalizada en abril de 2021 y al mes siguiente fue nombrada presidenta del concejo municipal de Reikiavik, lo que también representó un hito para las personas transgénero.
En años recientes, el alto nivel de aceptación social hacia las personas LGBT en Islandia ha producido un proceso de asimilación a medida que han adoptado las normas y expectativas sociales de las personas heterosexuales. Esto ha ocurrido en particular en temas relacionados con la familia, dado que como sociedad pequeña, la familia siempre ha tenido un rol importante en el país. Algunas personas pertenecientes a la diversidad sexual han criticado esta asimilación y han señalado que aspectos únicos de la comunidad LGBT, como el énfasis en las relaciones de amistad como red de apoyo, han ido desapareciendo a medida que han sido reemplazadas con la idea tradicional de la familia. Del lado contrario, familias que no se acoplan a la concepción tradicional de la institución no cuentan con reconocimiento legal. Por ejemplo, las parejas lésbicas que han buscado la ayuda de un hombre para tener hijos por medio de inseminación casera y que han decidido que el padre cuente con reconocimiento legal, funcionan como familias con tres adultos. Sin embargo, solo dos de ellos pueden ser reconocidos como padres legales de los niños, aún cuando en la práctica son criados por los tres. Del mismo modo existen familias islandesas de cuatro adultos, en que una pareja de hombres gais y una de mujeres lesbianas deciden tener hijos en conjunto, que luego solo pueden ser reconocidos por dos de ellos.